# Leilaptera lithochroma
Leilaptera lithochroma är en fjärilsart som beskrevs av Walsingham 1904. Leilaptera lithochroma ingår i släktet Leilaptera och familjen Symmocidae. Inga underarter finns listade i Catalogue of Life.